# Askar Żürszynbajew
Askar Żürszynbajew (ur. 24 listopada 1978) – kazachski zapaśnik walczący w stylu klasycznym. Srebrny medal na igrzyskach wschodniej Azji w 2001 i na mistrzostwach Azji w 2000. Wicemistrz świata juniorów z 1996 i 1998. Mistrz Azji juniorów z 1998 roku.
Trzeci na uniwersjadzie w 2005. Czwarty w Pucharze Świata w 2005 roku.